# Hollywood-Monster
Hollywood-Monster (In de Verenigde Staten uitgebracht onder de titel: Ghost Chase) is een Duits-Amerikaanse komische horrorfilm uit 1987, geregisseerd door Roland Emmerich.

## Verhaal
In Hollywood besluiten de twee jonge regisseurs Fred en Warren een film te maken in een oud herenhuis. Maar tijdens de opnames ontwaken de geesten die in het oude huis verblijven.

## Rolverdeling
| Acteur          | Personage         |
| --------------- | ----------------- |
| Jason Lively    | Warren McCloud    |
| Tim McDaniel    | Fred              |
| Jill Whitlow    | Laurie Sanders    |
| Leonard Lansink | Karl              |
| Paul Gleason    | Stan Gordon       |
| Ian MacNaughton | Frederick McCloud |